# Lijst van schepen van de United States Navy (H)
Deze lijst geeft een overzicht van schepen die ooit in dienst zijn geweest bij de United States Navy waarvan de naam begint met een H.

## H-Ha
- USS H-1 (SS-28)
- USS H-2 (SS-29)
- USS H-3 (SS-30)
- USS H-4 (SS-147)
- USS H-5 (SS-148)
- USS H-6 (SS-149)
- USS H-7 (SS-150)
- USS H-8 (SS-151)
- USS H-9 (SS-152)
- USS H. A. Baxter ()
- USS H. H. Hess (AGS-38)
- USS Haas (DE-424)
- USS Habersham ()
- USS Hackberry ()
- USS Hackensack ()
- USS Hackleback (SS-295)
- USS Haddo (SS-255, SSN-604)
- USS Haddock (SS-32, SSN-621)
- USS Haggard ()
- USS Hague ()
- USS Haiglar ()
- USS Hailey (DD-556)
- USS Haines (DE-792/APD-84)
- USS Haiti Victory ()
- USS Hake ()
- USS Halawa ()
- USS Halcyon (, SP-1658)
- USS Halcyon II ()
- USS Hale (, DD-642)
- USS Haleakala (AE-25)
- USS Half Moon ()
- USS Halfbeak (SS-352)
- USS Halford ()
- USS Halibut (SS-232, SSGN-587)
- USS Hall (DD-583)
- USS Halligan (DD-584)
- USS Halloran (DE-305)
- USS Hallowell ()
- USS Halsey (CG-23, DDG-97)
- USS Halsey Powell (DD-686)
- USS Halstead (DE-91)
- USS Halyburton (FFG-40)
- USS Hamblen ()
- USS Hambleton ()
- USS Hamilton (, )
- USS Hamilton County ()
- USS Hamlin (CVE-15, AV-15)
- USS Hammann (DD-412, DE-131)
- USS Hammerberg (DE-1015)
- USS Hammerhead (SS-364, SSN-663)
- USS Hammondsport ()
- USS Hamner (DD-718)
- USS Hamond ()
- USS Hampden ()
- USS Hampden County ()
- USS Hampshire ()
- USS Hampshire County (LST-819)
- USS Hampton (, , SSN-767)
- USS Hamul ()
- USS Hancock (?, 1776, 1902, CV-19)
- USS Hanford (PC-1142)
- USS Hank (DD-702)
- USS Hanna (DE-449)
- USS Hannah ()
- USS Hannam ()
- USS Hannibal ()
- USS Hanover ()
- USS Hansford ()
- USS Hanson (DD-832)
- USS Haraden (DD-183, DD-585)
- USS Harcourt (, )
- USS Harder (SS-257, SS-568)
- USS Hardhead (SS-365)
- USS Harding (DD-91, DD-625)
- USS Hargood ()
- USS Harjurand ()
- USS Harkness (AGS-32)
- USS Harlan County (LST-1196)
- USS Harlan R. Dickson (DD-708)
- USS Harlequin ()
- USS Harman ()
- USS Harmon (DE-72, DE-678)
- USS Harnett ()
- USS Harnett County (AGP-821)
- USS Harold C. Thomas (DE-21)
- USS Harold E. Holt (FF-1074)
- USS Harold J. Ellison (DD-864)
- USS Harpers Ferry (LSD-49)
- USS Harpy (1869)
- USS Harrier ()
- USS Harriet Lane (1857, WMEC-903)
- USS Harris ()
- USS Harris County (LST-822)
- USS Harrisburg (1889)
- USS Harrison (, DD-573)
- USS Harry Bumm ()
- USS Harry E. Hubbard (DD-748)
- USS Harry E. Yarnell (CG-17)
- USS Harry F. Bauer (MMD-26)
- USS Harry L. Corl (APD-108)
- USS Harry L. Glucksman (MSS-1)
- USS Harry Lee ()
- USS Harry S Truman (CVN-75)
- USS Harry W. Hill (DD-986)
- USS Hart (DD-110, DD-594)
- USS Hartford (1858, SSN-768)
- USS Hartley (, DE-1029)
- USS Harvard (1888, SP-209)
- USS Harveson (DE-316)
- USS Harvest ()
- USS Harvest Moon ()
- USS Harvest Queen ()
- USS Harvey ()
- USS Harwood (DD-861)
- USS Haskell ()
- USS Hassalo ()
- USS Hassan Bashaw ()
- USS Hassayampa (AO-145)
- USS Haste ()
- USS Hastings ()
- USS Hastwiana ()
- USS Hatak ()
- USS Hatfield (DD-231)
- USS Hatteras (1861, 1917)
- USS Hauoli ()
- USS Haven (AH-12)
- USS Haverfield (DE-393)
- USS Havre ()
- USS Hawaii (CB-3, SSN-776)
- USS Hawaiian ()
- USS Hawes (FFG-53)
- USS Hawk (, , )
- USS Hawkbill (SS-366, SSN-666)
- USS Hawke ()
- USS Hawkins (DD-873)
- USS Hayes (AG-195)
- USS Hayler (DD-997)
- USS Haynsworth (DD-700)
- USS Hayter (APD-80)
- USS Hazard ()
- USS Hazel (, )
- USS Hazelwood (DD-107, DD-531)
- USS Hazleton ()

## He
- USS Healy (DD-672)
- USS Heath Hen ()
- USS Heather ()
- USS Hebe ()
- USS Hecate (1869)
- USS Hecla (1846, 1869)
- USS Hector (, , AR-7)
- USS Hecuba ()
- USS Heed ()
- USS Heekon ()
- USS Heermann (DD-532)
- USS Helen ()
- USS Helen Baughman ()
- USS Helen Euphane ()
- USS Helena (PG-9, CL-50, CA-75, CL-113, SSN-725)
- USS Helena I (SP-24)
- USS Helenita (, )
- USS Helianthus ()
- USS Helios (ARB-12)
- USS Heliotrope ()
- USS Helm (DD-388)
- USS Helori ()
- USS Helvetia (, )
- USS Hemminger (DE-746)
- USS Hempstead ()
- USS Henderson (AP-1, DD-785)
- USS Hendrick Hudson (1859)
- USS Hendry ()
- USS Henley (DD-39, DD-391, DD-762)
- USS Henlopen ()
- USS Hennepin ()
- USS Henrico (LPA-45)
- USS Henry A. Wiley ()
- USS Henry Andrew ()
- USS Henry B. Wilson (DDG-7)
- USS Henry Brinker ()
- USS Henry Clay (SSBN-625)
- USS Henry County (LST-824)
- USS Henry Eckford (AO-192)
- USS Henry Gibbins ()
- USS Henry J. Kaiser (AO-187)
- USS Henry Janes (1861)
- USS Henry L. Stimson (SSBN-655)
- USS Henry M. Jackson (SSBN-730)
- USS Henry P. Williams ()
- USS Henry R. Kenyon (DE-683)
- USS Henry R. Mallory ()
- USS Henry Seymour ()
- USS Henry T. Allen ()
- USS Henry W. Tucker (DD-875)
- USS Henshaw (DD-278)
- USS Henson (AGS-63)
- USS Hepburn (FF-1055)
- USS Herald (, MSF-101)
- USS Herald of the Morning ()
- USS Herbert (APD-22)
- USS Herbert C. Jones (DE-137)
- USS Herbert J. Thomas (DD-833)
- USS Herbert L. Pratt ()
- USS Hercules (1869, YT-13, YE-30, AK-41, PHM-2)
- USS Herkimer (AK-188)
- USS Herman Frasch ()
- USS Herman S. Caswell ()
- USS Hermes ()
- USS Hermitage (AP-54, LSD-34)
- USS Herndon (DD-198, DD-638)
- USS Hero (1861, 1864, 1869)
- USS Heroic ()
- USS Heron (MHC-52, MSCO-18)
- USS Herreshoff #306 (SP-1841)
- USS Herreshoff #308 (SP-2232)
- USS Herreshoff #309 (SP-1218)
- USS Herreshoff #313 - never taken over by the Navy
- USS Herreshoff #321 (SP-2235)
- USS Herreshoff #322 (SP-2373)
- USS Herreshoff #323 (SP-2840)
- USS Herring (SS-233)
- USS Herzog (DE-178)
- USS Hesperia ()
- USS Hetman ()
- USS Hetzel ()
- USS Hewell ()
- USS Hewitt (DD-966)
- USS Heyliger (DE-510)
- USS Heywood (AP-12)
- USS Heywood L. Edwards (DD-663)

## Hi
- USS Hiamonee (YTB-513)
- USS Hiawatha (SP-183, SP-2892, YT-265)
- USS Hibiscus (1864, 1908)
- USS Hickman (1918)
- USS Hickman County (LST-825)
- USS Hickox (DD-673)
- USS Hidalgo (AK-189)
- USS Hidatsa (ATF-102)
- USS Higbee (DD-806)
- USS Higgins (DDG-76)
- USS High Ball (SP-947, 1918)
- USS High Point (PCH-1)
- USS Highland Light (IX-48)
- USS Highlands (APA-119)
- USS Highway (LSD-10)
- USS Hilarity (AM-241)
- USS Hilary P. Jones (DD-427)
- USS Hilbert (DE-742)
- USS Hildegarde (SP-1221)
- USS Hill (DE-141)
- USS Hillsborough County (LST-827)
- USS Hillsdale County (LST-835)
- USS Hilo (AGP-2)
- USS Hilton (1911)
- USS Hilton Head (LSD-24)
- USS Hingham (PF-30)
- USS Hinsdale (APA-120)
- USS Hippocampus (SP-654)
- USS Hisada (YTB-518)
- USS Hisko (1917)
- USS Hissem (DE-400/DER-400)
- USS Hist (1895)
- USS Hitchiti (ATF-103)
- USS Hiwassee (AOG-29)

## Ho
- USS Hobart Bay (CVE-113)
- USS Hobby (DD-610)
- USS Hobcaw (SP-252)
- USS Hobe Sound (AV-20)
- USS Hobo II (SP-783)
- USS Hobson (DD-464)
- USS Hocking (APA-121)
- USS Hodges (DE-231)
- USS Hoe (SS-258)
- USS Hoel (DD-533, DDG-13)
- USS Hoga (YT-146)
- USS Hogan (DD-178)
- USS Hoggatt Bay (CVE-75)
- USS Hoist (ARS-40)
- USS Holder (DE-401, DD-819)
- USS Holland: SS-1, AS-3 en AS-32
- USS Hollandia (CVE-97)
- USS Hollidaysburg (PCS-1385)
- USS Hollis (DE-794/APD-86/LPR-86)
- USS Hollister (DD-788)
- USS Holly (1881, YN-14)
- USS Hollyhock (1863)
- USS Holmes (PF-81, DE-572)
- USS Holmes County (LST-836)
- USS Holston River (LSMR-509)
- USS Holt (DE-706)
- USS Holton (DE-703)
- USS Hombro (YTB-506/YTM-769)
- USS Home (1863)
- USS Honduras (1863)
- USS Honesdale (PC-566)
- USS Honesty (PG-90)
- USS Honeysuckle (1863)
- USS Honolulu (CL-48, SSN-718)
- USS Hooper (DE-1026)
- USS Hooper Island (ARG-17)
- USS Hope (1861, AH-7)
- USS Hopestill (SP-191)
- USS Hopewell (DD-181, DD-681)
- USS Hopi (AT-71)
- USS Hopkins (DD-6, SP-3294, DD-249)
- USS Hopocan (YN-33)
- USS Hopper (DDG-70)
- USS Hopping (DE-155/APD-51)
- USS Hoptree (AN-62)
- USS Hoqua (SP-142)
- USS Hoquiam (PF-5)
- USS Horace A. Bass (LPR-124)
- USS Horace Beals (1862)
- USS Horn Snake (1775)
- USS Hornbill (AMc-13, YMS-371)
- USS Hornby (PF-82)
- USS Horne (CG-30)
- USS Hornet (1775, 1790s, 1805, 1805, 1813, 1865, 1898, CV-8, CV-12)
- USS Hoste (PF-83, DE-521)
- USS Hotham (PF-75, DE-574)
- USS Hotspur (AP-102)
- USS Houghton (PC-588)
- USS Houma (1919)
- USS Housatonic (1861, SP-1697, AO-35)
- USS Houston: USS Houson AK-1, CA-30, CL-81 en SSN-713
- USS Hova (DE-110)
- USS Hoven (1919)
- USS Hovey (DD-208)
- USS Howard (DD-179, DDG-83)
- USS Howarda (SP-144)
- USS Howard D. Crow (DE-252)
- USS Howard F. Clark (DE-533)
- USS Howard Greene (SP-2200)
- USS Howard W. Gilmore (AS-16)
- USS Howarda (1917)
- USS Howell Cobb (1861)
- USS Howett (PF-84)
- USS Howick Hall (1918)
- USS Howorth (DD-592)
- USS Howquah (1863)
- USS Hoxbar (1919)
- USS Hoyt (1864)

## Hu-Hy
- USS Hubbard (DE-211)
- USS Hudson (1826, DD-475, AOT-184)
- USS Hue City (CG-66)
- USS Hugh L. Scott (AP-43)
- USS Hugh Purvis (DD-709)
- USS Hugh W. Hadley (DD-774)
- USS Hughes (DD-410)
- USS Hulbert (DD-342)
- USS Hull (DD-7, DD-31, DD-350, DD-945)
- USS Humboldt (AVP-21)
- USS Hummer (AMS-20)
- USS Humming Bird (AMc-26))
- USS Hummingbird (MSC 192)
- USS Humphreys (DD-236)
- USS Hunch (SP-1197)
- USS Hunchback (1862)
- USS Hunley (AS-31)
- USS Hunt (DD-194, DD-674)
- USS Hunter (1813)
- USS Hunter Liggett (AP-27)
- USS Hunter Marshall (APD-112)
- USS Hunterdon County (AGP-838)
- USS Hunting (LSM-398)
- USS Huntington (CA-5, CL-77, CL-107)
- USS Huntress (1864, 1898)
- USS Huntsville (1861, AGM-7)
- USS Hupa (SP-650)
- USS Huron (1861, 1875, 1917, CA-9, PF-19)
- USS Hurricane (PC-3)
- USS Hurst (SP-3196, DE-250)
- USS Huse (DE-145)
- USS Hustle (YFB-6)
- USS Hutchins (DD-476)
- USS Hutchinson (PF-45)
- USS Hyac (SP-216)
- USS Hyacinth (1862, 1902)
- USS Hyades (AF-28)
- USS Hyde (APA-173)
- USS Hydra (1869, AK-82)
- USS Hydrangea (1863)
- USS Hydraulic (SP-2584)
- USS Hydrographer (1901, PY-30)
- USS Hydrus (AKA-28)
- USS Hyman (DD-732)
- USS Hyman G. Rickover (SSN-709)
- USS Hyperion (AK-107)

A · B · C · D · E · F · G · H · I · J · K · L · M · N · O · P · Q · R · S · T · U · V · W · X · Y · Z